# توماس إل. غلين
توماس إل. غلين (بالإنجليزية: Thomas L. Glenn)‏ هو محامي وسياسي أمريكي، ولد في 2 فبراير 1847 في باردويل في الولايات المتحدة، وتوفي في 18 نوفمبر 1918 في مونتبيلير في الولايات المتحدة. حزبياً، نشط في حزب الشعب. وقد انتخب عضو مجلس النواب الأمريكي.